# Harry Potter i przeklęte dziecko
Harry Potter i przeklęte dziecko (ang. Harry Potter and the Cursed Child) – brytyjska westendowa sztuka teatralna napisana przez Jacka Thorne’a na podstawie historii J.K. Rowling, Johna Tiffany’ego i samego Thorne’a. Pokazy przedpremierowe rozpoczęły się 7 czerwca 2016 w londyńskim Palace Theatre, a oficjalna premiera miała miejsce 30 lipca. Na Broadwayu Przeklęte dziecko zadebiutowało 18 kwietnia 2018 w Lyric Theatre, podczas gdy przedpremiery trwały od 16 marca. Zarówno w Londynie, jak i w Nowym Jorku główne role grają ci sami aktorzy – Anthony Boyle, Sam Clemmett, Noma Dumezweni, Poppy Miller, Jamie Parker, Alex Price i Paul Thornley.
Historia osadzona jest dziewiętnaście lat po wydarzeniach z Insygniów Śmierci i koncentruje się na relacji Harry’ego Pottera z jego młodszym synem, Albusem Severusem Potterem, rozpoczynającym naukę w Szkole Magii i Czarodziejstwa w Hogwarcie. Sztuka reklamowana jest jako ósma część serii Harry Potter.
Przeklęte dziecko spotkało się z pozytywnym przyjęciem ze strony krytyków, chociaż scenariusz krytykowany był przez fandom Harry’ego Pottera. W 2017 roku sztuka otrzymała rekordową liczbę jedenastu nominacji do Laurence Olivier Award, ostatecznie wygrywając w dziewięciu kategoriach, w tym dla najlepszej oryginalnej sztuki dramatycznej. W 2018 roku broadwayowska wersja zdobyła sześć Tony Awards – również dla najlepszej sztuki dramatycznej. Wersja amerykańska pobiła również rekord wszech czasów pod względem zysków ze sprzedaży biletów w ciągu jednego tygodnia – pomiędzy 24. a 30 grudnia 2018 zarobiła ponad 2,5 mln dolarów.
W czerwcu 2021 zespół odpowiadający za produkcję wersji broadwayowskiej ogłosił, że od listopada 2021 Przeklęte dziecko wystawiane będzie w jednej części, podobnie jak mające zadebiutować w 2022 roku inscenizacje w San Francisco i Toronto. W Londynie, Melbourne i Hamburgu nadal wystawiana ma być wersja dwuczęściowa.

## Fabuła
Rok 2017. Harry i Ginny Potterowie odprowadzają na pociąg swojego syna Albusa rozpoczynającego pierwszy rok nauki w Hogwarcie. Harry pracuje w Ministerstwie Magii jako dyrektor Departamentu Przestrzegania Prawa Czarodziejów, a Ginny jako redaktorka działu sportowego „Proroka Codziennego”. Swoją córkę, Rose, na pociąg odprowadzają również minister magii Hermiona Weasley i jej mąż, Ron, który wraz ze swoim bratem George’em prowadzi sklep Magiczne Dowcipy Weasleyów. W pociągu do Hogwartu Albus zaprzyjaźnia się ze Scorpiusem Malfoyem, synem Astorii i Dracona – dawnego wroga Harry’ego. Scorpius, w przeciwieństwie do swojego ojca, jest uprzejmy i chętny do nauki. Po dotarciu chłopców do Hogwartu uczniowie i grono pedagogiczne są zaskoczeni, gdy Tiara Przydziału przydziela Albusa do Slytherinu, podczas gdy wszyscy Potterowie i Weasleyowie należeli wcześniej do Gryffindoru.
Obaj chłopcy przez następnych kilka lat są dręczeni przez innych uczniów – Albus ze względu na to, że nie potrafi dorównać legendzie ojca, a Scorpius z powodu plotek, jakoby był synem Lorda Voldemorta. Z czasem Astoria umiera na śmiertelną chorobę, a Harry i Albus oddalają się od siebie, ponieważ chłopak nie potrafi żyć w cieniu ojca, Harry zaś nie wie, jak poradzić sobie z tym problemem. Albus oddala się również od Rose, z którą wcześniej się przyjaźnił. Przed rozpoczęciem czwartego roku nauki Albus wdaje się w kłótnię z ojcem, który stwierdza, że czasami wolałby, żeby Albus nie był jego synem. Albus ze złości wylewa eliksir miłosny na kocyk Harry’ego – jedyną jego pamiątkę z dzieciństwa.
Harry wchodzi w posiadanie potężniejszej wersji zmieniacza czasu, pozwalającego podróżować dalej w przeszłość i zmieniać historię. W tym samym czasie ponownie zaczyna dokuczać mu blizna, przez co zaczyna sądzić, że Voldemort może powrócić. Amos Diggory, znajdujący się pod opieką swojej siostrzenicy Delphi, prosi Harry’ego, żeby użył zmieniacza i zapobiegł śmierci jego syna, Cedrika. Harry nie zgadza się, jednak rozmowę podsłuchuje Albus, który przekonuje Scorpiusa, żeby pomógł mu zdobyć zmieniacz. We dwójkę uciekają z ekspresu do Hogwartu i odwiedzają Amosa, a następnie sprzymierzają się z Delphi, mając zamiar ukraść zmieniacz z gabinetu Hermiony, wykorzystując do tego eliksir wielosokowy.
Wiedząc, że Cedrik zginął, wygrywając Turniej Trójmagiczny, chłopcy cofają się w czasie do 1994 roku i udają uczniów Durmstrangu, żeby nie dopuścić do jego zwycięstwa. Ich plan zawodzi, a wybrane przez nich przebranie wzbudza podejrzenia w Hermionie, która postanawia iść na bożonarodzeniowy bal z Ronem zamiast z Wiktorem Krumem. W rezultacie Ron nigdy nie staje się zazdrosny o Hermionę, co stanowiło kluczowy element do ich zejścia się. Podczas balu Ron zakochuje się w Padmie Patil, wskutek czego Hermiona staje się znerwicowaną i wredną nauczycielką obrony przed czarną magią.
Harry ma koszmary o Voldemorcie, coraz bardziej nabierając podejrzeń odnośnie do jego powrotu. Centaur Zakała mówi mu, że nad Albusem „zbierają się ciemne chmury”. Potter – przekonany, że to Scorpius stanowi zagrożenie dla jego syna – próbuje ich rozdzielić i przekonać dyrektor Hogwartu Minerwę McGonagall, żeby szpiegowała Albusa za pomocą Mapy Huncwotów. Przyjaźń chłopców zostaje na pewien czas zniszczona, ostatecznie jednak godzą się, kiedy Albus kradnie swojemu starszemu bratu pelerynę-niewidkę. Po rozmowie z Ginny i Draconem Harry ustępuje. Albus i Scorpius podejmują kolejną próbę uratowania Cedrika, tym razem zamierzając upokorzyć go podczas drugiego zadania Turnieju Trójmagicznego. Kiedy Scorpius powraca do teraźniejszości odkrywa, że nie ma z nim Albusa. Od Dolores Umbridge dowiaduje się, że Harry nie żyje, a Lord Voldemort przejął władzę nad światem czarodziejów.
Scorpius odkrywa, że Cedrik – ośmieszony wskutek jego działań – dołączył do śmierciożerców i zabił Neville’a Longbottoma, przez co Nagini nie zginęła, a Voldemort zwyciężył w bitwie o Hogwart. Po śmierci Harry’ego Voldemortowi udało się przekształcić Ministerstwo Magii w dyktatorski reżim, na czele którego stoi tajemnicza postać znana jako „Lelek Wróżebnik”. W nowej rzeczywistości Scorpius zostaje prefektem naczelnym i gwiazdą quidditcha, pomagając nauczycielom i innym uczniom nękać mugolaków. Umbridge zostaje dyrektorką Hogwartu, patrolującą szkołę w towarzystwie dementorów i reaktywującą Brygadę Inkwizycyjną, na czele której stoi Scorpius.
Z pomocą Rona, Hermiony i Severusa Snape’a – ostatnich członków ruchu oporu przeciwko Voldemortowi, którzy poświęcają się w walce z dementorami – udaje mu się użyć zmieniacza czasu i przywrócić oryginalny bieg historii. Albus zaczyna nawiązywać nić porozumienia z Harrym. Zdając sobie sprawę z zagrożenia, jakim jest zmieniacz czasu, chłopcy próbują go zniszczyć wraz z Delphi. Scorpius zauważa u niej tatuaż z lelkiem wróżebnikiem, zdając sobie sprawę, że to ona stała na czele Ministerstwa Magii w alternatywnej linii czasu. Dziewczyna bierze ich za zakładników i wyjawia, że jej celem jest przywrócenie wersji świata, w której wygrywa Voldemort. Harry i Draco dowiadują się od Amosa, że Delphi rzuciła na niego urok, żeby uważał ją za swoją siostrzenicę. Delphi cofa chłopaków w czasie do trzeciego zadania Turnieju Trójmagicznego, jednak ci uniemożliwiają jej zrealizowanie swojego planu. Ta ponownie używa zmieniacza, przenosząc ich w przeszłość, a następnie niszczy urządzenie, uniemożliwiając im powrót. Harry, Draco, Ginny, Hermiona i Ron odkrywają w jej pokoju zapiski z przepowiednią powrotu Voldemorta oraz świadczące o tym, że jest jego córką.
Albus i Scorpius przenoszą się do nocy śmierci rodziców Harry’ego i zakładają, że Delphi zechce zabić go sama, zanim zrobi to Voldemort. Na dziecięcym kocyku Harry’ego zapisują niewidzialną dla oka wiadomość z datą i miejscem, do którego trafili, wiedząc, że w teraźniejszości będzie ona widoczna, ponieważ Albus wylał na niego eliksir miłosny po kłótni. W teraźniejszości Draco wyjawia, że zmieniacz czasu używany przez chłopców był tylko prototypem, a on sam zakupił jego ulepszoną wersję. Harry odkrywa wiadomość i wraz z Draconem ruszają na pomoc. Czekając na Delphi dochodzą do wniosku, że ta będzie próbowała powstrzymać Voldemorta przed zabiciem Harry’ego, który będzie jego zgubą.
Używając transmutacji Harry udaje Voldemorta, by rozproszyć Delphi, którą ostatecznie udaje się obezwładnić. Postanawiają nie zabijać jej. Gdy pojawia się Voldemort, decydują się nie interweniować i pozwolić mu zabić Lily i Jamesa, nie chcąc ryzykować kolejnych poważnych konsekwencji w przyszłości. Po powrocie do teraźniejszości Delphi zostaje odesłana do Azkabanu. Chłopcy postanawiają być bardziej zaangażowani w życie szkoły. Scorpius zgłasza się do drużyny quidditcha Ślizgonów i zaprasza Rose na randkę. Harry i Albus odwiedzają grób Cedrika, gdzie Harry przeprasza za rolę, jaką odegrał w jego śmierci.

## Geneza
W grudniu 2013 roku ujawniono, że od około roku trwają prace nad sztuką osadzoną w świecie Harry’ego Pottera, której premiera przewidziana jest na 2016 rok. Rowling stwierdziła wtedy, że sztuka będzie „poruszała nieopowiedziane wcześniej wątki z dzieciństwa Harry’ego jako sieroty i wyrzutka”. W maju 2014 roku autorka zaczęła zbieranie ekipy, która zajmie się realizacją projektu.
Sztuka została oficjalnie potwierdzona 27 czerwca 2015 roku, kiedy zapowiedziano, że jej premiera odbędzie się w połowie 2016 w Palace Theatre, ujawniono również jej tytuł. Ogłoszenie zbiegło się w czasie z osiemnastą rocznicą premiery Harry’ego Pottera i Kamienia Filozoficznego. Niedługo później Rowling stwierdziła, że sztuka nie będzie prequelem. Zapytana o wybór takiej formy zamiast kolejnej powieści odpowiedziała: „Kiedy widzowie ją zobaczą, na pewno zgodzą się, że jest to jedyne właściwe medium do opowiedzenia tej historii”. Zapewniła również, że przedstawi ona całkowicie nową fabułę, bez uciekania się do motywów poruszonych już w książkach. 24 września ogłoszono, że sztuka podzielona zostanie na dwie części, które będzie można obejrzeć tego samego dnia lub przez dwa kolejne wieczory. Tygodnik „The Spectator” opisał tę decyzję jako „dojenie krowy”, narzekając, że „fani będą musieli kupić dwa bilety, żeby mieć pewność, że poznają całą historię”. 23 października potwierdzono, że premiera odbędzie się 30 lipca 2016 roku.

## Produkcja
Scenariusz Przeklętego dziecka został napisany przez Jacka Thorne’a na podstawie historii jego, J.K. Rowling i Johna Tiffany’ego. Niektóre strony internetowe jako scenarzystów wymieniają całą trójkę, jednak na oficjalnej stronie sztuki oraz wielu innych jako jedynego scenarzystę wymienia się Thorne’a. Reżyserem sztuki jest John Tiffany, choreografię ułożył Steven Hoggett, scenografię stworzyła Christine Jones, zaś muzykę skomponowała Imogen Heap. Za kostiumy odpowiada Katrina Lindsay, za oświetlenie Neil Austin, a za produkcję dźwięku Gareth Fry. Efekty specjalne stworzył Jeremy Chernick, za iluzje odpowiada Jamie Harrison, a za produkcję dźwięku Martin Lowe.
Producenci i Rowling rozpoczęli kampanię #KeepTheSecrets (pol. dochowaj tajemnic), prosząc widzów, którzy widzieli Przeklęte dziecko, żeby nie zdradzali spojlerów ze sztuki. Hasło takie wydrukowane jest na biletach i przypinkach rozdawanych podczas przerw. Osoby, które zakupiły bilety, otrzymują e-mail z filmikiem, w którym Rowling prosi o wsparcie kampanii.

### West End
Przedpremiery w londyńskim Palace Theatre rozpoczęły się 7 czerwca 2016, a oficjalna premiera miała miejsce 30 lipca. Pierwotna pula biletów obejmowała rezerwacje do 18 września. Sprzedaż biletów dla osób, które zarejestrowały się wcześniej, rozpoczęła się 28 października 2015 roku, a dla pozostałych widzów dwa dni później. W ciągu ośmiu godzin sprzedaży uprzywilejowanej rozeszło się 175 tysięcy biletów, a możliwość rezerwacji przedłużono do stycznia 2017 roku. Sprzedaż dla grupy publicznej została przedłużona do 30 kwietnia 2017, a następnie do 27 maja. Bilety na premierę wycenione zostały na 30–130 funtów, jednak agencje sprzedaży biletów odsprzedawały je nawet za 3 tysiące funtów. Producenci zakazali takich praktyk, unieważniając bilety sprzedawane po zawyżonej cenie. Sztuka rekomendowana jest dla widzów od dziesiątego roku życia. W połowie lipca 2016 teatr rozpoczął piątkowe loterie, w ramach których udostępniano pulę czterdziestu biletów „w najlepszych miejscach”, które można było zakupić po niższej cenie.
20 grudnia 2015 roku ogłoszono główną obsadę, w której znaleźli się Jamie Parker jako Harry Potter, Noma Dumezweni jako Hermiona Weasley i Paul Thornley jako Ron Weasley. Wybór czarnoskórej aktorki na odtwórczynię Hermiony spotkał się z negatywnym odzewem ze strony fanów i wywołał burzliwe dyskusje w Internecie. W odpowiedzi Rowling stwierdziła, że książkowa Hermiona miała brązowe oczy i kręcone włosy, ale kolor jej skóry nigdy nie został w nich sprecyzowany. W rzeczywistości w książkach skóra Hermiony była opisana jako „biała” ze strachu, „bardzo brązowa” po wycieczce do Francji, była również określona jako „różowa” pod wpływem emocji. Hermiona jest przedstawiona jako biała na rysunkach autorstwa Rowling z 1999 roku oraz na okładkach książek. Łącznie w sztuce wystąpiło 42 aktorów, z kolei w odnowionej obsadzie na 2021 znalazło się 43 aktorów.

### Broadway

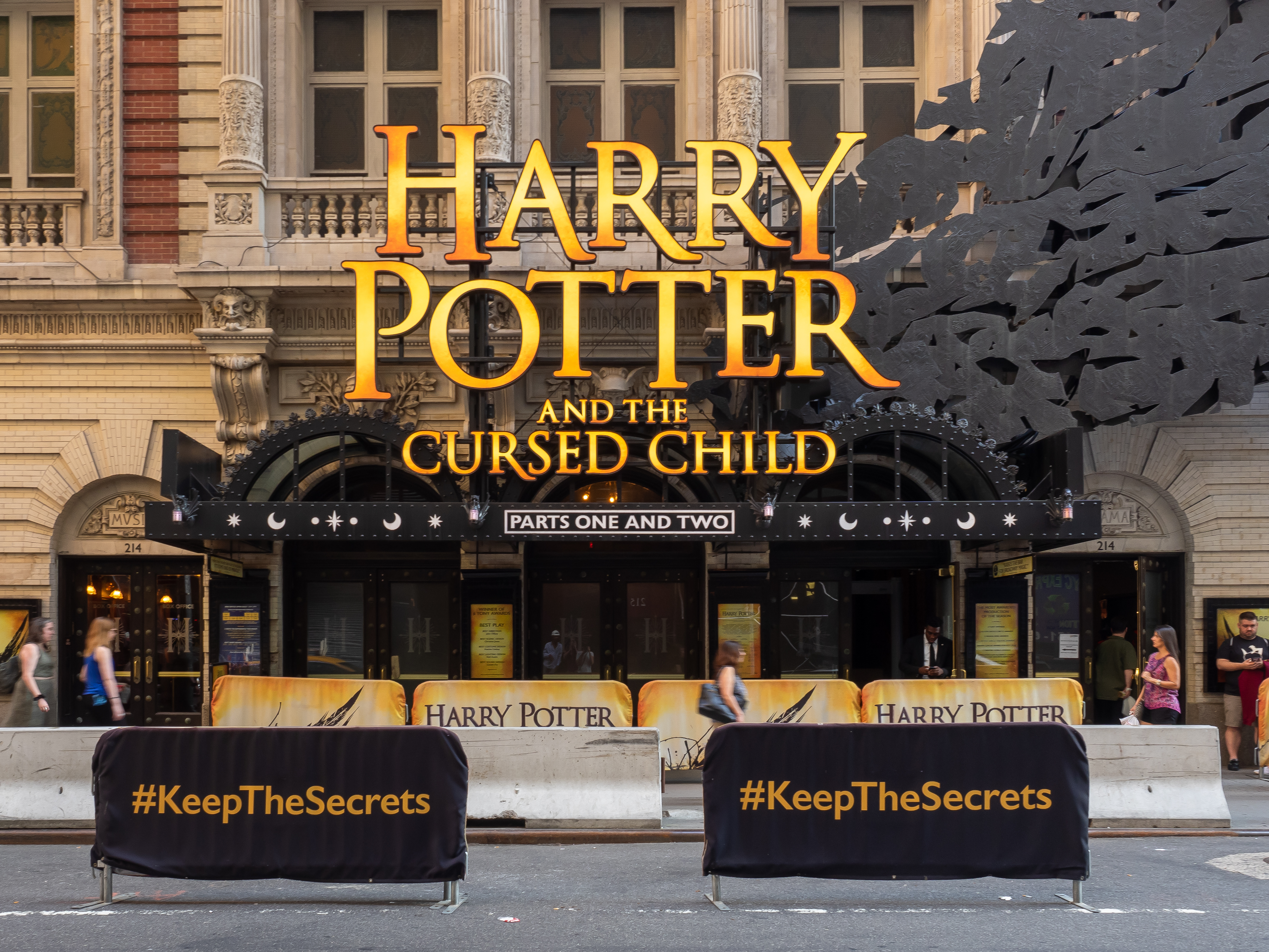
Wejście do broadwayowskiego Lyric Theatre z widoczną reklamą sztuki

Przedpremierowe pokazy sztuki rozpoczęły się 16 marca 2018 roku w Lyric Theatre, a premiera miała miejsce 22 kwietnia. Swoje role z West Endu powtórzyli Clemmett, Boyle, Dumezweni, Miller, Parker, Price i Thornley. W celu sprostania wymaganiom technicznym Przeklętego dziecka, z sali teatru usunięto czterysta miejsc siedzących, a wejście przeniesiono na 43. Ulicę. Pierwsze bilety – na występy od 16 marca do 18 listopada 2018 – trafiły do sprzedaży 18 października 2017. Według szacunków „The New York Times” Harry Potter i przeklęte dziecko jest najdroższą niebroadwayowską sztuką w historii, a produkcja kosztowała około 68 mln dolarów. 12 marca 2020 wstrzymano dalsze pokazy ze względu na pandemię Covidu-19. 12 lipca 2021 ogłoszono, że sztuka zostanie wznowiona 12 listopada, jednak już w formie jednoczęściowej.

### Melbourne
24 października 2017 Michael Cassel Group zapowiedziała produkcję australijskiej wersji przedstawienia. Przedpremiery zaczęły się 18 stycznia 2019 w Princess Theatre, który podpisał dwuletnią umowę na wyłączność pokazywania Przeklętego dziecka, a premiera miała miejsce 23 lutego. 2 sierpnia 2018 ruszyła przedsprzedaż biletów – w ciągu czterech dni, zanim stały się one dostępne publicznie, sprzedano ich ponad 200 tysięcy.
2 listopada ujawniono obsadę 35 aktorów, którzy wezmą udział w australijskiej wersji, wśród których znaleźli się m.in. Gareth Reeves jako Harry Potter, Paula Arundell jako Hermiona Granger, Gyton Grantley jako Ron Weasley, Lucy Goleby jako Ginny Potter, Sean Rees-Wemyss jako Albus Potter, Tom Wren jako Draco Malfoy i William McKenna jako Scorpius Malfoy.

### Pozostałe wersje
22 maja 2019 zapowiedziano kanadyjską premierę Przeklętego dziecka – sztuka miała być wystawiana w Ed Mirvish Theatre w Toronto. Ze względu na pandemię Covidu-19 premiera została przesunięta na maj 2022. W Kanadzie prezentowana będzie jednoczęściowa wersja opracowana z myślą o Broadwayu.
Premiera pierwszej nieanglojęzycznej wersji przedstawienia, Harry Potter und das verwunschene Kind, miała odbyć się 15 marca 2020 w hamburskim Mehr! Theater am Großmarkt, jednak ze względu na pandemię została przełożona na październik 2020, a następnie na 11 kwietnia 2021. Obecna prapremiera planowana jest na 23 listopada 2021, a premiera na 5 grudnia. Przedsprzedaż biletów ruszyła w maju 2019, a do lutego 2020 sprzedano ich ponad 250 tys. Na potrzeby Przeklętego dziecka zmodernizowano teatr, przeznaczając na ten cel około 42 mln euro. W niemieckiej wersji wystąpią m.in. Markus Schöttl jako Harry Potter, Gillian Anthony jako Hermiona, Sebastian Witt jako Ron, Sarah Schütz jako Ginny Potter, Vincent Lang jako Albus i Mathias Reiser jako Scorpius.
Na 8 lipca 2022 planowana jest premiera wersji japońskiej, Harii Pottā to noroi no ko (jap. ハリー・ポッターと呪いの子). Spektakl, realizowany we współpracy z agencją talentów Horipro, wystawiany będzie w tokijskim TBS Akasaka Act Shiatā (jap. ＴＢＳ赤坂ＡＣＴシアター), mając być jednym z wydarzeń związanych z obchodami siedemdziesięciolecia Tokyo Broadcasting System. Będzie to druga nieanglojęzyczna i pierwsza wersja sztuki wystawiana w Azji.

## Obsada
| Postać               | West End                                                                           | Broadway                   | Melbourne                                               | San Francisco                        | Hamburg             | Tokio                                       |
| -------------------- | ---------------------------------------------------------------------------------- | -------------------------- | ------------------------------------------------------- | ------------------------------------ | ------------------- | ------------------------------------------- |
| Harry Potter         | Jamie Parker                                                                       | Jamie Parker               | Gareth Reeves                                           | John Skelley                         | Markus Schöttl      | Tatsuya Fujiwara Kanji Ishimaru Osamu Mukai |
| Ron Weasley          | Paul Thornley                                                                      | Paul Thornley              | Gyton Grantley                                          | David Abeles                         | Sebastian Witt      | Masahiro Ehara Hayata Tateyama              |
| Hermiona Weasley     | Noma Dumezweni                                                                     | Noma Dumezweni             | Paula Arundell                                          | Yanna McIntosh                       | Jillian Anthony     | Aoi Nakabeppu Sagiri Seina                  |
| Ginny Potter         | Poppy Miller                                                                       | Poppy Miller               | Lucy Goleby                                             | Angela Reed                          | Sarah Schütz        | Erika Mabuchi Yuri Shirahane                |
| Draco Malfoy         | Alex Price                                                                         | Alex Price                 | Tom Wren                                                | Lucas Hall                           | Alen Hodzovic       | Shin’ya Matsuda Shuntarō Miyao              |
| Albus Severus Potter | Sam Clemmett                                                                       | Sam Clemmett               | Sean Rees-Wemyss                                        | Benjamin Papac                       | Vincent Lang        | Haru Fujita Kōhei Fukuyama                  |
| Scorpius Malfoy      | Anthony Boyle                                                                      | Anthony Boyle              | William McKenna                                         | Jon Steiger                          | Mathias Reiser      | Sōdai Kadota Rio Saitō                      |
| Rose Weasley         | Cherrelle Skeete                                                                   | Susan Heyward              | Manali Datar                                            | Folami Williams                      | Madina Frey         | Natsumi Hashimoto                           |
| Młoda Hermiona       | Cherrelle Skeete                                                                   | Susan Heyward              | Manali Datar                                            | Folami Williams                      | brak danych         | brak danych                                 |
| Delphini Diggory     | Esther Smith                                                                       | Jessie Fisher              | Madeleine Jones                                         | Emily Juliette Murphy                | Kristina Peters     | Sayuri Hōi Karen Iwata                      |
| Craig Bowker jr      | Jeremy Ang Jones                                                                   | Joshua DeJesus             | Slone Sudiro                                            | Irving Dyson jr                      | Robin Cadet         | brak danych                                 |
| Jęcząca Marta        | Annabel Baldwin                                                                    | Lauren Nicole Cipoletti    | Gillian Cosgriff                                        | Brittany Zeinstra                    | Glenna Weber        | Karen Miyama                                |
| Lily Potter          | Annabel Baldwin                                                                    | Lauren Nicole Cipoletti    | Gillian Cosgriff                                        | Brittany Zeinstra                    | Glenna Weber        | brak danych                                 |
| Polly Chapman        | Claudia Grant                                                                      | Madeline Weinstein         | Jessica Vickers                                         | Lauren Zakrin                        | Felicitas Bauer     | brak danych                                 |
| Vernon Dursley       | Paul Bentall                                                                       | Byron Jennings             | David Ross Patterson                                    | Andrew Long                          | Uwe Serafin         | brak danych                                 |
| Severus Snape        | Paul Bentall                                                                       | Byron Jennings             | David Ross Patterson                                    | Andrew Long                          | Uwe Serafin         | brak danych                                 |
| Lord Voldemort       | Paul Bentall                                                                       | Byron Jennings             | David Ross Patterson                                    | Andrew Long                          | Uwe Serafin         | brak danych                                 |
| Rubeus Hagrid        | Chris Jarman                                                                       | Brian Abraham              | Soren Jensen                                            | Julian Rozzell jr                    | Hans-Jürgen Helsig  | brak danych                                 |
| Tiara Przydziału     | Chris Jarman                                                                       | Brian Abraham              | Soren Jensen                                            | Julian Rozzell jr                    | Hans-Jürgen Helsig  | Masami Kiba                                 |
| Yann Fredericks      | Jenet Le Lacheur                                                                   | Jess Barbagallo            | Connor Sweeney                                          | Corey Hedy                           | Christian Bock      | brak danych                                 |
| Petunia Dursley      | Helena Lymbery                                                                     | Kathryn Meisle             | Hannah Waterman                                         | Katherine Leask                      | Heidi Jürgens       | brak danych                                 |
| Dolores Umbridge     | Helena Lymbery                                                                     | Kathryn Meisle             | Hannah Waterman                                         | Katherine Leask                      | Heidi Jürgens       | brak danych                                 |
| Rolanda Hooch        | Helena Lymbery                                                                     | Kathryn Meisle             | Hannah Waterman                                         | Theo Allyn                           | Michaela Schmid     | brak danych                                 |
| Amos Diggory         | Barry McCarthy                                                                     | Edward James Hyland        | George Henare                                           | Charles Janasz                       | Fritz Hille         | Ki’ichi Fukui                               |
| Albus Dumbledore     | Barry McCarthy                                                                     | Edward James Hyland        | George Henare                                           | Charles Janasz                       | Fritz Hille         | brak danych                                 |
| Wiedźma z wózkiem    | Sandy McDade                                                                       | Geraldine Hughes           | Debra Lawrance                                          | Katherine Leask                      | Heidi Jürgens       | brak danych                                 |
| Minerwa McGonagall   | Sandy McDade                                                                       | Geraldine Hughes           | Debra Lawrance                                          | Shannon Cochran                      | Anita Maria Gramser | Ikue Sakakibara, Hitomi Takahashi           |
| Cedrik Diggory       | Tom Milligan                                                                       | Benjamin Wheelwright       | David Simes                                             | William Bednar-Carter                | Felix Radcke        | brak danych                                 |
| James Syriusz Potter | Tom Milligan                                                                       | Benjamin Wheelwright       | David Simes                                             | William Bednar-Carter                | Felix Radcke        | brak danych                                 |
| James Potter         | Tom Milligan                                                                       | Benjamin Wheelwright       | David Simes                                             | William Bednar-Carter                | Felix Radcke        | brak danych                                 |
| Dudley Dursley       | Jack North                                                                         | Joey LaBrasca              | Hamish Johnston                                         | Tuck Sweeney                         | Nicolai Schwab      | brak danych                                 |
| Karl Jenkins         | Jack North                                                                         | Joey LaBrasca              | Hamish Johnston                                         | Tuck Sweeney                         | Nicolai Schwab      | brak danych                                 |
| Wiktor Krum          | Jack North                                                                         | Joey LaBrasca              | Connor Sweeney                                          | Tuck Sweeney                         | Nicolai Schwab      | brak danych                                 |
| Zakała               | Nuno Silva                                                                         | David St. Louis            | Iopu Auva’a                                             | Logan James Hall                     | Fernando Spengler   | brak danych                                 |
| Młody Harry Potter   | Rudi Goodman Alfred Jones Bili Keogh Ewan Rutherford Nathaniel Smith Dylan Standen | Will Coombs Landon Maas    | Alfie Hughes Ezra Justin Archie Pitcher Zakaria Rahhali | Elijah Cooper Tyler Patrick Hennessy | Jonah Winkler       | brak danych                                 |
| Lily Luna Potter     | Zoe Brough Cristina Fray Christiana Hutchings                                      | Olivia Bond Brooklyn Shuck | Sasha Turinui Ruby Hall Sienna Conti                    | Natalia Bingham Natalie Schroeder    | Jonna Eilrich       | brak danych                                 |

### Zastępstwa
| West End - Harry Potter: Jamie Glover - Ron Weasley: Thomas Aldridge - Hermiona Granger: Rakie Ayola, Michelle Gayle - Ginny Potter: Emma Lowndes - Draco Malfoy: James Howard | Broadway - Harry Potter: James Snyder - Hermiona Granger: Jenny Jules |

## Publikacja scenariusza
10 lutego 2016 roku zapowiedziano wydanie scenariusza obu części sztuki w formie książkowej jako Harry Potter i przeklęte dziecko: Część pierwsza i druga (ang. Harry Potter and the Cursed Child Parts One and Two). Trafiła ona do sprzedaży 31 lipca 2016 roku, w dzień urodzin Harry’ego Pottera i Rowling. Wydanie to, na stronie tytułowej opatrzone podtytułem Edycja specjalna na potrzeby prób teatralnych (ang. Special Rehearsal Edition), bazowało na pierwszej wersji scenariusza, na podstawie którego odbywały się próby. 25 lipca 2017 do sprzedaży trafiło Wydanie poszerzone (ang. Definitive Collector’s Edition), uwzględniające zmiany wprowadzone w scenariuszu od czasu premiery, a dodatkowo zawierający wywiad z Thorne’em i Tiffanym, drzewo genealogiczne Harry’ego Pottera oraz oś czasu z najważniejszymi wydarzeniami w uniwersum. W Polsce scenariusz ukazał się 22 października 2016 roku nakładem wydawnictwa Media Rodzina, dotychczasowego wydawcy Harry’ego Pottera, z kolei Wydanie poszerzone – 2 października 2019.

## Odbiór

### Ze strony krytyków
Sztuka spotkała się z pozytywnym przyjęciem ze strony krytyków. Część widzów i recenzentów chwaliła dobór obsady i grę aktorską, wielu kwestionowało jednak jakość scenariusza i to, jak ma się on do siedmiu części Harry’ego Pottera. Recenzenci „The Independent”, „London Evening Standard”, „The Stage” i portalu WhatsOnStage.com przyznali Przeklętemu dziecku pięć gwiazdek. Taką samą ocenę wystawił recenzent „The Telegraph”, jednak z zastrzeżeniem, że „są pewne zgrzyty”. Michael Billington z „The Guardian” ocenił sztukę na cztery gwiazdki.
Szczególnym uznaniem cieszył się występ Anthony’ego Boyle’a jako Scorpiusa Malfoya. Według WhatsOnStage.com był to „występ otwierający drzwi do kariery”, z kolei „The Wall Street Journal” opisał jego występ jako „przełomowy”. Matt Trueman z „Variety” stwierdził, że „Boyle naprawdę się wyróżnia”; zarówno on, jak i Henry Hitchings z „London Evening Standard” uznali, że jego rola może być tą, która najbardziej spodoba się widzom i fanom.

### Ze strony fanów
Odbiór Przeklętego dziecka ze strony fanów Harry’ego Pottera był różny. Część oceniła sztukę pozytywnie, chwaląc przedstawione w niej postacie, w tym przede wszystkim Scorpiusa Malfoya. Niektórzy uznali, że dialogi pomiędzy znajomymi bohaterami były „na miejscu”, uznając całość za wierną kontynuację książek. Wskazywano również, że utwór rzuca więcej światła na relacje pomiędzy postaciami, chociażby pomiędzy Harrym a Dumbledore’em. Pozytywny odbiór wykazywali przede wszystkim ci fani, którzy obejrzeli sztukę.
Część fanów uznała, że przedstawiona w Przeklętym dziecku historia jest „niczym fan fiction”, uważając ją za słabo napisaną i negującą ustanowione wcześniej zasady uniwersum, w tym przede wszystkim te dotyczące podróży w czasie. Krytykowano stylistykę i fabułę, w ramach której scenarzyści mieli odgrzewać wykorzystane już wcześniej wątki fabularne (jak zmieniacz czasu czy śmierć Cedrika Diggory’ego) i nadużywać motywów właściwych dla fantasy i fantastyki naukowej. Ze względu na niezgodność z logiką świata przedstawionego w książkach, część fanów uznaje sztukę za utwór niekanoniczny dla serii Harry Potter.

### Wersja książkowa
Scenariusz wydany w formie książkowej spotkał się z mieszanym przyjęciem – średnia ocena czytelników w serwach Goodreads i Lubimyczytać.pl wynosi odpowiednio 3,56/5 i 6,3/10. Recenzent serwisu IGN w recenzji zwieńczonej oceną 5,5/10 stwierdził, że „Harry Potter i przeklęte dziecko to słaba kontynuacja przygód Harry’ego. Mimo iż książka posiada pewien urok świata magii, to daleko jej do oryginalnego cyklu”, z kolei Julia Świerczyńska z Nerdheim.pl ocenę 5/10 uzasadniła: „Harry Potter i przeklęte dziecko jest stanowczo prezentem słodko-gorzkim. Mimo powrotu ukochanych bohaterów i możliwości poznania ich dalszych losów, sposób prowadzenia historii oraz jej jakość pozostawiają wiele do życzenia”. Recenzent serwisu naekranie.pl stwierdził, że scenariusz sam w sobie jest słabej jakości, a Przeklęte dziecko większe wrażenie robi jako sztuka teatralna. W podobnym tonie wypowiedział się Tomasz Laba z portalu Spider’s Web, w recenzji spektaklu stwierdzając: „uważam, że J.K. Rowling zrobiła wielką krzywdę Przeklętemu dziecku, gdy zdecydowała się wydać scenariusz sztuki w wersji książkowej”.
W Stanach Zjednoczonych i Kanadzie w ciągu dwóch dni od premiery sprzedano ponad dwa miliony egzemplarzy książki. W Wielkiej Brytanii w pierwszym tygodniu rozeszło się 847 885 kopii. Do czerwca 2017 w Stanach Zjednoczonych sprzedano ponad 4,5 mln egzemplarzy. Według CNN, Przeklęte dziecko było najczęściej kupowaną w przedsprzedaży książką w 2016 roku.

### Oskarżenia oqueerbaiting
Przedmiotem pewnych kontrowersji stało się przedstawienie przyjaźni Albusa Pottera i Scorpiusa Malfoya, w opinii części odbiorców noszącej znamiona „niejednoznacznie homoerotycznej”, co zostało uznane za queerbaiting – praktykę polegającą na sugerowaniu przez autora zażyłości pomiędzy postaciami tej samej płci, ale bez potwierdzania jej. Według Johna Tiffany’ego, w przypadku Przeklętego dziecka „nieodpowiednie byłoby bezpośrednie odnoszenie się do orientacji seksualnej nastolatków”.

### Nagrody i nominacje

#### Wersja westendowa
| Rok  | Nagroda                        | Kategoria                                | Nominowany                              | Wynik     |
| ---- | ------------------------------ | ---------------------------------------- | --------------------------------------- | --------- |
| 2016 | Evening Standard Theatre Award | Najlepsza sztuka                         | Najlepsza sztuka                        | wygrana   |
| 2016 | Evening Standard Theatre Award | Najlepszy reżyser                        | John Tiffany                            | nominacja |
| 2016 | Evening Standard Theatre Award | Najlepsza scenografia                    | Christine Jones                         | nominacja |
| 2016 | Evening Standard Theatre Award | Najlepszy debiutant                      | Anthony Boyle                           | nominacja |
| 2016 | Critics’ Circle Theatre Awards | Najlepszy reżyser                        | John Tiffany                            | wygrana   |
| 2016 | Critics’ Circle Theatre Awards | Najlepsza scenografia                    | Christine Jones                         | wygrana   |
| 2016 | Critics’ Circle Theatre Awards | Najbardziej obiecujący debiutant         | Anthony Boyle                           | wygrana   |
| 2017 | 18. WhatsOnStage Award         | Najlepsza oryginalna sztuka dramatyczna  | Najlepsza oryginalna sztuka dramatyczna | wygrana   |
| 2017 | 18. WhatsOnStage Award         | Najlepszy aktor w dramacie               | Jamie Parker                            | wygrana   |
| 2017 | 18. WhatsOnStage Award         | Najlepszy aktor drugoplanowy w dramacie  | Anthony Boyle                           | wygrana   |
| 2017 | 18. WhatsOnStage Award         | Najlepszy aktor drugoplanowy w dramacie  | Paul Thornley                           | nominacja |
| 2017 | 18. WhatsOnStage Award         | Najlepsza aktora drugoplanowa w dramacie | Poppy Miller                            | nominacja |
| 2017 | 18. WhatsOnStage Award         | Najlepsza aktora drugoplanowa w dramacie | Noma Dumezweni                          | wygrana   |
| 2017 | 18. WhatsOnStage Award         | Najlepsza reżyseria                      | John Tiffany                            | wygrana   |
| 2017 | 18. WhatsOnStage Award         | Najlepsze kostiumy                       | Katrina Lindsay                         | nominacja |
| 2017 | 18. WhatsOnStage Award         | Najlepsza scenografia                    | Christine Jones                         | wygrana   |
| 2017 | 18. WhatsOnStage Award         | Najlepsze oświetlenie                    | Neil Austin                             | wygrana   |
| 2017 | 18. WhatsOnStage Award         | Najlepsza oprawa wizualna                | Finn Ross i Ash Woodward                | wygrana   |
| 2017 | Laurence Olivier Award         | Najlepsza oryginalna sztuka dramatyczna  | Najlepsza oryginalna sztuka dramatyczna | wygrana   |
| 2017 | Laurence Olivier Award         | Najlepszy reżyser                        | John Tiffany                            | wygrana   |
| 2017 | Laurence Olivier Award         | Najlepszy aktor                          | Jamie Parker                            | wygrana   |
| 2017 | Laurence Olivier Award         | Najlepsza aktorka drugoplanowa           | Noma Dumezweni                          | wygrana   |
| 2017 | Laurence Olivier Award         | Najlepszy aktor drugoplanowy             | Anthony Boyle                           | wygrana   |
| 2017 | Laurence Olivier Award         | Najlepsze kostiumy                       | Katrina Lindsay                         | wygrana   |
| 2017 | Laurence Olivier Award         | Najlepsza scenografia                    | Christine Jones                         | wygrana   |
| 2017 | Laurence Olivier Award         | Najlepszy projekt dźwięku                | Gareth Fry                              | wygrana   |
| 2017 | Laurence Olivier Award         | Najlepsze oświetlenie                    | Neil Austin                             | wygrana   |
| 2017 | Laurence Olivier Award         | Najlepsza choreografia                   | Steven Hoggett                          | nominacja |
| 2017 | Laurence Olivier Award         | Osiągnięcie muzyczne                     | Imogen Heap                             | nominacja |
| 2018 | 19. WhatsOnStage Award         | Najlepsza sztuka westendowa              | Najlepsza sztuka westendowa             | wygrana   |
| 2018 | 19. WhatsOnStage Award         | Najlepszy plakat                         | Najlepszy plakat                        | wygrana   |

#### Wersja broadwayowska
| Rok  | Nagroda                     | Kategoria                                                | Nominowany                                               | Wynik     |
| ---- | --------------------------- | -------------------------------------------------------- | -------------------------------------------------------- | --------- |
| 2018 | Tony Awards                 | Najlepsza sztuka dramatyczna                             | Najlepsza sztuka dramatyczna                             | wygrana   |
| 2018 | Tony Awards                 | Najlepszy aktor w sztuce dramatycznej                    | Jamie Parker                                             | nominacja |
| 2018 | Tony Awards                 | Najlepszy aktor drugoplanowy w sztuce dramatycznej       | Anthony Boyle                                            | nominacja |
| 2018 | Tony Awards                 | Najlepsza aktorka drugoplanowa w sztuce dramatycznej     | Noma Dumezweni                                           | nominacja |
| 2018 | Tony Awards                 | Najlepsza reżyseria – sztuka dramatyczna                 | John Tiffany                                             | wygrana   |
| 2018 | Tony Awards                 | Najlepsza choreografia                                   | Steven Hoggett                                           | nominacja |
| 2018 | Tony Awards                 | Najlepsza scenografia                                    | Christine Jones                                          | wygrana   |
| 2018 | Tony Awards                 | Najlepsze kostiumy                                       | Katrina Lindsay                                          | wygrana   |
| 2018 | Tony Awards                 | Najlepsze oświetlenie                                    | Neil Austin                                              | wygrana   |
| 2018 | Tony Awards                 | Najlepszy projekt dźwięku                                | Gareth Fry                                               | wygrana   |
| 2018 | Drama Desk Awards           | Najlepszy aktor drugoplanowy w sztuce dramatycznej       | Anthony Boyle                                            | nominacja |
| 2018 | Drama Desk Awards           | Najlepsza reżyseria – sztuka dramatyczna                 | John Tiffany                                             | wygrana   |
| 2018 | Drama Desk Awards           | Najlepsza muzyka – sztuka dramatyczna                    | Imogen Heap                                              | wygrana   |
| 2018 | Drama Desk Awards           | Najlepsze kostiumy                                       | Katrina Lindsay                                          | nominacja |
| 2018 | Drama Desk Awards           | Najlepsze oświetlenie                                    | Neil Austin                                              | wygrana   |
| 2018 | Drama Desk Awards           | Najlepsza oprawa wizualna                                | Finn Ross i Ash Woodward                                 | wygrana   |
| 2018 | Drama Desk Awards           | Najlepszy projekt dźwięku                                | Gareth Fry                                               | wygrana   |
| 2018 | Drama Desk Awards           | Najlepsze peruki i fryzury                               | Carole Hancock                                           | nominacja |
| 2018 | Outer Critics Circle Awards | Najlepsza sztuka oryginalna                              | Najlepsza sztuka oryginalna                              | wygrana   |
| 2018 | Outer Critics Circle Awards | Najlepszy aktor drugoplanowy w sztuce dramatycznej       | Anthony Boyle                                            | nominacja |
| 2018 | Outer Critics Circle Awards | Najlepsza ścieżka dźwiękowa (Broadway lub Off-Broadway)  | Imogen Heap                                              | nominacja |
| 2018 | Outer Critics Circle Awards | Najlepsza reżyseria – sztuka dramatyczna                 | John Tiffany                                             | wygrana   |
| 2018 | Outer Critics Circle Awards | Najlepsza choreografia                                   | Steven Hoggett                                           | nominacja |
| 2018 | Outer Critics Circle Awards | Najlepsza scenografia – dramat lub musical               | Christine Jones                                          | wygrana   |
| 2018 | Outer Critics Circle Awards | Najlepsze kostiumy – dramat lub musical                  | Katrina Lindsay                                          | nominacja |
| 2018 | Outer Critics Circle Awards | Najlepsze oświetlenie – dramat lub musical               | Neil Austin                                              | wygrana   |
| 2018 | Outer Critics Circle Awards | Najlepsza oprawa wizualna – dramat lub musical           | Finn Ross and Ash Woodward                               | wygrana   |
| 2018 | Outer Critics Circle Awards | Najlepszy projekt dźwięku – dramat lub musical           | Gareth Fry                                               | wygrana   |
| 2018 | Drama League Awards         | Najlepsza sztuka dramatyczna – Broadway lub Off-Broadway | Najlepsza sztuka dramatyczna – Broadway lub Off-Broadway | wygrana   |
| 2018 | Drama League Awards         | Najlepszy występ                                         | Anthony Boyle                                            | nominacja |
| 2018 | Drama League Awards         | Najlepszy występ                                         | Noma Dumezweni                                           | nominacja |
| 2020 | Nagroda Grammy              | Najlepsza ścieżka dźwiękowa – teatr                      | Imogen Heap (producent i kompozytor)                     | nominacja |

#### Wersja australijska
| Rok  | Nagroda         | Kategoria                               | Nominowany       | Wynik     |
| ---- | --------------- | --------------------------------------- | ---------------- | --------- |
| 2019 | Helpmann Awards | Najlepsza sztuka                        | Najlepsza sztuka | nominacja |
| 2019 | Helpmann Awards | Najlepszy aktor w sztuce dramatycznej   | William McKenna  | nominacja |
| 2019 | Helpmann Awards | Najlepsza aktorka w sztuce dramatycznej | Paula Arundell   | nominacja |
| 2019 | Helpmann Awards | Najlepsza ścieżka dźwiękowa             | Imogen Heap      | nominacja |
| 2019 | Helpmann Awards | Najlepsza scenografia                   | Christine Jones  | nominacja |
| 2019 | Helpmann Awards | Najlepsze kostiumy                      | Katrina Lindsay  | nominacja |
| 2019 | Helpmann Awards | Najlepsze oświetlenie                   | Neil Austin      | wygrana   |
| 2019 | Helpmann Awards | Najlepszy projekt dźwięku               | Gareth Fry       | nominacja |